# Oxylamia trianguligera
Oxylamia trianguligera är en skalbaggsart som först beskrevs av Aurivillius 1927.  Oxylamia trianguligera ingår i släktet Oxylamia och familjen långhorningar.
Artens utbredningsområde är Gabon. Inga underarter finns listade i Catalogue of Life.